# Bagheria
Bagheria er en italiensk by (og kommune) i regionen Sicilien i Italien, med omkring 52.928(2023) indbyggere.  